# Familiengesetzbuch (DDR)
Das Familiengesetzbuch der Deutschen Demokratischen Republik (FGB) vom 20. Dezember 1965 trat am 1. April 1966 gleichzeitig mit dem Einführungsgesetz zum Familiengesetzbuch der Deutschen Demokratischen Republik in Kraft. Geändert wurde es durch das Einführungsgesetz zum Zivilgesetzbuch vom 19. Juni 1975 und durch das Gesetz vom 20. Juli 1990. Es wurde durch den Einigungsvertrag vom 31. August 1990 mit Ablauf des 2. Oktober 1990 aufgehoben.

## Inhalt
Das Familiengesetzbuch der DDR bestand aus sechs Teilen:
- I. Grundsätze
- II. Die Ehe
- III. Eltern und Kinder
- IV. Verwandtschaftliche Beziehungen
- V. Vormundschaft und Pflegschaft
- VI. Verjährungsbestimmungen.

## Grundzüge des FGB
Einen deutlichen Bruch mit der zumindest auf dem Papier noch weitgehend bestehenden deutschen Rechtseinheit bedeutete das Familiengesetzbuch der DDR (FGB) vom 20. Dezember 1965 (GBl. I 1966 S. 1), welches zusammen mit einem Einführungsgesetz am 1. April 1966 in Kraft trat und hierdurch für das Gebiet der DDR das 4. Buch des BGB sowie zahlreiche weitere familienrechtliche Bestimmungen (u. a. das RJWG von 1922 und das Ehegesetz) außer Kraft setzte.
Das FGB von 1965 versuchte nicht – anders als das BGB der Bundesrepublik Deutschland – weltanschaulich neutral aufzutreten, sondern ließ, insbesondere in den einleitenden Paragraphen, die Intentionen des sozialistischen DDR-Gesetzgebers deutlich werden. So lautete z. B. § 3 Abs. 1 Satz 2: „Es ist die vornehmste Aufgabe der Eltern, ihre Kinder in vertrauensvollem Zusammenwirken mit staatlichen und gesellschaftlichen Einrichtungen zu gesunden und lebensfrohen, tüchtigen und allseitig gebildeten Menschen, zu aktiven Erbauern des Sozialismus zu erziehen“.

## Scheidungsrecht
Das Scheidungsrecht des FGB kam mit einigen wenigen Bestimmungen aus (§§ 24ff. FGB). Eine Art von Zerrüttungsprinzip wird als Grund für die Ehescheidung in § 24 Abs. 1 FGB genannt: „Eine Ehe darf nur geschieden werden, wenn das Gericht festgestellt hat, daß solche ernstlichen Gründe vorliegen, aus denen sich ergibt, daß diese Ehe ihren Sinn für die Ehegatten, die Kinder und damit auch für die Gesellschaft verloren hat.“ Trennungsfristen, wie im Scheidungsrecht der Bundesrepublik ab 1977, waren nicht vorgesehen. Allerdings war eine Härteklausel, insbesondere unter Bezug auf die Kindesinteressen, in § 24 Abs. 2 FGB vorhanden. Da die beiderseitige Berufstätigkeit der Ehepartner vorausgesetzt wurde, waren Regelungen wie der Versorgungsausgleich nicht vorhanden und Ehegattenunterhaltsansprüche auf 2 Jahre befristet.
Das eheliche Güterrecht wurde in Form einer Errungenschaftsgemeinschaft geregelt, die Eigentums- und Vermögensgemeinschaft hieß (§§ 39ff. FGB).

## Erziehungsrecht statt elterliche Gewalt
Den Begriff der elterlichen Gewalt ersetzte das FGB durch den Begriff des Erziehungsrechtes. § 42 FGB, der die Grundnorm für das elterliche Erziehungsrecht darstellt, ist ähnlich wie der oben bezeichnete § 4 FGB eine ideologisch gefärbte Floskelnorm, die die offiziellen DDR-Erziehungsvorstellungen konkretisiert, wenn als Erziehungsziel die „sozialistische(n) Einstellung zum Leben und zur Arbeit, zur Achtung vor den arbeitenden Menschen, zur Einhaltung der Regeln des sozialistischen Zusammenlebens, zur Solidarität, zum sozialistischen Patriotismus und Internationalismus“ genannt wird.
In den konkreten Bestimmungen war das elterliche Erziehungsrecht ganz ähnlich wie in der BRD ab 1980 geregelt worden, der § 43 FGB entsprach weitgehend dem § 1626 Abs. 1 BGB; die Übertragung des Erziehungsrechtes nach Scheidung nach § 25 FGB erfolgte unter Gesichtspunkten der Sicherung der weiteren Erziehung und Entwicklung der Kinder, was durchaus als Konkretisierung des Kindeswohlprinzips zu sehen war. Bei der Ehescheidung war einem der Elternteile das Erziehungsrecht zu übertragen; allerdings gab es auch für Groß- und Stiefeltern Möglichkeiten, das Erziehungsrecht nach dem Tod der Eltern oder Elternteile zu erlangen (§§ 43 Abs. 2 und 47 Abs. 3 FGB). Ein gemeinsames Erziehungsrecht nach Scheidung sah das FGB ausdrücklich nicht vor.
Die Entziehung des Erziehungsrechtes konnte nach § 51 FGB bei einer schweren schuldhaften Verletzung der elterlichen Pflichten durch den Erziehungsberechtigten als äußerste Maßnahme erfolgen, wenn die Entwicklung des Kindes gefährdet war (anlässlich der Ehescheidung bei gleichen Voraussetzungen nach § 26 FGB). Zu einem Wegfall des Verschuldensprinzips konnte sich der DDR-Gesetzgeber nicht entschließen. Eine Anhörung des Kindes durch das Gericht durfte erst nach dem 14. Lebensjahr erfolgen (§ 53 FGB). Zuvor sollte das Jugendhilfeorgan das Kind vor seinen Stellungnahmen hören.
Zahlreiche Entscheidungen in Bezug auf das Erziehungsrechtes waren nach dem FGB jedoch anders als nach den Vorschriften zum familienrechtlichen Verfahren in der Bundesrepublik (seinerzeit in der ZPO, heute im FamFG) nicht durch das Gericht, sondern das Organ der Jugendhilfe zu treffen; nur besonders strittige Angelegenheiten blieben dem Gericht vorbehalten. Dies war auch angesichts fehlender Rechtsmittelmöglichkeiten ein eindeutiger Rückschritt gegenüber westlicher Rechtsschutzsystematik.

## Wegfall der Kategorie „Unehelich“
Das FGB beseitigte die Unterscheidung zwischen ehelichen und unehelichen Kindern durch Wegfall dieser Kategorie. Im FGB wird jedoch an zahlreichen Stellen von Kindern geredet, deren Eltern nicht miteinander verheiratet sind, so z. B. in § 46 FGB, der der Mutter in diesem Falle das uneingeschränkte Erziehungsrecht zubilligt. Im Falle des Todes der Mutter oder nach gerichtlichem Entzug des Erziehungsrechtes konnte dem Vater (oder den Großeltern) das Erziehungsrecht übertragen werden. Die Ehelichkeitsanfechtung entfiel zugunsten einer allgemeinen Vaterschaftsanfechtung, das Rechtsinstitut der Ehelicherklärung entfiel mangels eines Fortbestehens dieser Unterschiede ersatzlos.
Bei der Feststellung der Vaterschaft kam es zu ähnlichen Ergebnissen wie 1969 in der BRD: Anerkennung der Vaterschaft durch Urkunde mit Wirkung für und gegen alle (§ 55 in Verbindung mit § 58 FGB) oder gerichtliche Vaterschaftsfeststellung, wobei die biologische Abstammung maßgebend war (§§ 56ff. FGB). Bei mehreren Männern, die mit der Mutter innerhalb der gesetzlichen Empfängniszeit geschlechtlich verkehrt haben, war derjenige als Vater festzustellen, dessen Vaterschaft wahrscheinlicher war, so dass in der DDR die Mehrverkehrseinrede vier Jahre früher als in der Bundesrepublik ihre Sperrwirkung verlor. Für die Vaterschaftsfeststellung und die Unterhaltshöhe wurden Richtlinien des Obersten DDR-Gerichtes erlassen, die dort Gesetzeskraft besaßen.
Zu einer gültigen Vaterschaftsanerkennung war in der DDR stets die Zustimmung der Mutter erforderlich (§ 55 Abs. 1 FGB), anders als in der BRD, die bis 1970 keine Zustimmung, seither eine Zustimmung des Kindes (i. d. R. vertreten durch den Amtspfleger) für erforderlich ansah (§ 1600c BGB in der bis 30. Juni 1998 geltenden Fassung). Die Vaterschaftsanfechtung konnte nach § 61 FGB durch den Vater, die Mutter oder durch den Staatsanwalt, nicht jedoch durch das Kind (auch nicht nach seiner Volljährigkeit) erfolgen.
Im Erbrecht waren außerhalb der Ehe geborene Kinder gemäß § 9 des Einführungsgesetzes zum FGB den ehelichen Kindern zunächst nur gleichgestellt, wenn sie beim Erbfall noch minderjährig waren. Volljährige Kinder waren nur in einigen Ausnahmefällen gleichgestellt, z. B. wenn sie noch unterhaltsbedürftig waren oder es keine anderen Erben gab. Das 1976 in Kraft getretene Zivilgesetzbuch brachte die vollständige Gleichberechtigung im Erbrecht.

## Die Reform nach der Wende
Nach der Wende in der DDR im Jahre 1989 kam es auch bez. der familienrechtlichen Vorstellungen in zahlreichen Bereichen zu neuen Entwicklungen. Neben der Errichtung regulärer Jugendämter durch das Jugendhilfeorganisationsgesetz vom 29. Juli 1990 ist vor allem das Gesetz zur Änderung des Familiengesetzbuches der DDR vom 20. Juli 1990 (GBl. I. S. 1038) zu erwähnen, mit dem die DDR-Volkskammer nach der ersten freien Wahl und noch vor der Wiedervereinigung den Versuch unternahm, ideologischen Ballast aus dem FGB abzuwerfen und das Gesetz an neue pädagogische Vorstellungen anzupassen.

## Anwendung nach der Wiedervereinigung
Mit der Vereinigung von Bundesrepublik und DDR am 3. Oktober 1990 wurden die Ehegatten, die im Güterstand der Eigentums- und Vermögensgemeinschaft gemäß FGB gelebt hatten, automatisch in den gesetzlichen Güterstand der Zugewinngemeinschaft der BRD übergeleitet, sofern nicht einer von ihnen ausdrücklich den bisherigen oder beide zusammen einen anderen Güterstand bestimmt hatten. Für Ehen, die schon vor dem 3. Oktober 1990 geschieden worden waren, galt das alte Güterrecht fort. In den Fällen der Überleitung wurde das bisherige gemeinschaftliche Vermögen nach § 39 FGB durch die Neuregelung des Art. 234 § 4a EGBGB in hälftiges Bruchteilseigentum überführt. Ob auf die Auseinandersetzung dieses Eigentums wiederum die Vorschrift des § 39 FGB anzuwenden ist, ist umstritten. Bleibende Bedeutung kann für den Ausgleich am zum Stichtag vorhandenen Alleineigentum des anderen Ehegatten die Vorschrift des § 40 FGB erlangen.
Das FGB der DDR gilt in einzelnen Fällen des heutigen gesamtdeutschen Unterhaltsrechts weiter. Es findet Anwendung auf Ehegatten, deren Ehe vor dem 3. Oktober 1990 geschieden wurde.
Da das Recht der DDR keinen Versorgungsausgleich kannte, findet dieser nur für Ehegatten statt, die nach dem 31. Dezember 1991 geschieden wurden.